# Mahasamund
Mahasamund è una suddivisione dell'India, classificata come municipality, di 47.203 abitanti, capoluogo del distretto di Mahasamund, nello stato federato del Chhattisgarh. In base al numero di abitanti la città rientra nella classe III (da 20.000 a 49.999 persone).

## Geografia fisica
La città è situata a 21° 6' 0 N e 82° 5' 60 E e ha un'altitudine di 317 m s.l.m..

## Società

### Evoluzione demografica
Al censimento del 2001 la popolazione di Mahasamund assommava a 47.203 persone, delle quali 24.018 maschi e 23.185 femmine. I bambini di età inferiore o uguale ai sei anni assommavano a 6.467, dei quali 3.283 maschi e 3.184 femmine. Infine, coloro che erano in grado di saper almeno leggere e scrivere erano 32.946, dei quali 18.864 maschi e 14.082 femmine.